# Parksnigel
Parksnigel (Arion fasciatus) är en snäckart som först beskrevs av Nilsson 1823.  Parksnigel ingår i släktet Arion och familjen skogssniglar. Arten är reproducerande i Sverige. Inga underarter finns listade i Catalogue of Life.